# ثياميناز
ثياميناز ((بالإنجليزية: Thiaminase)‏)خاصيته الكيميائية هي ( EC 2.5.1.2 ) .وهو انزيم ينظم عمل التمثيل الغذائي وذلك بانشطاره إلى قسمين . الأسم القديم لهذا الانزيم هو انيورينيس (Aneurinase).

## الأنواع
هناك نوعان من الثياميناز:
- -النوع الأول I - وهو الأكثر شيوعا. خاصيته الكيميائية ( EC 2.5.1.2 )، تم العثور على هذا النوع في السمك، والمحار، والسراخس وبعض أنواع البكتيريا. وهو يعمل عن طريق تهجير مجموعة الميثيلين بيريميدين مع وجود قاعدة النيتروجينية أو SH-مركب للقضاء على خاتم ثيازول.
- النوع الثانيII - خاصيته الكيميائية ( EC 3.5.99.2 ) .وجدت في بعض البكتيريا المعينة، وهذا النوع يعمل من خلال انشقاق حلمي من سندات الميثيلين-ثيازول-N لانتاج بيريميدين و الثيامين.

كلا النوعين من الثياميناز يتطلب تجزئة وانفصال - عادة ما يكون مركب أمين أو المحتوية sulfahydryl، مثل البرولين أو السيستين

## موقعه

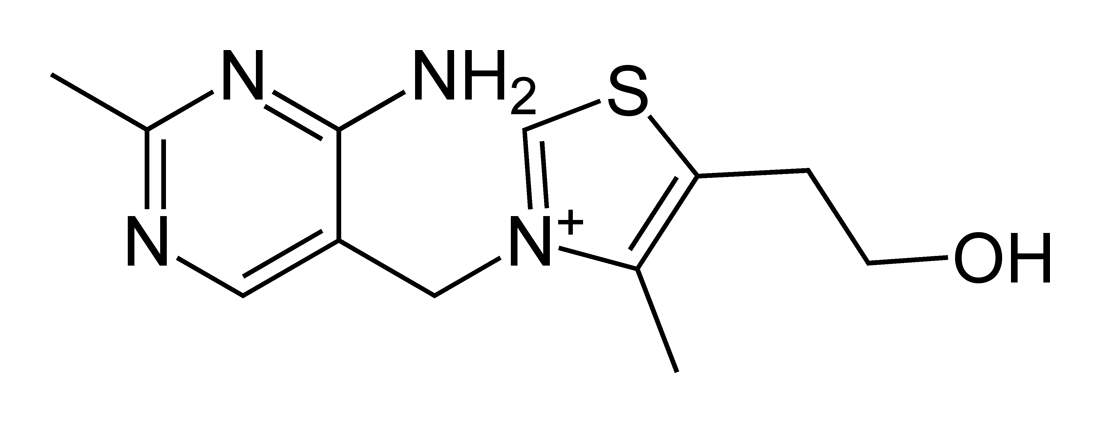
الثيامينين

وجدت في عدد قليل من النباتات وجسم الإنسان والمواد الخام وأحشاء الأسماك والمحار بشكل خاص . تعطي هذه الإنزيمات (فيتامين B1)، وهو مركب مهم في عملية التمثيل الغذائي والطاقة، ولكن إذا كان عمل الانزيم فيه خلل ما قد يجعله غير فعال. ويؤثر في عملية الأيض.

## الوظيفة
عمل أنزيم في التفاعلات الهامة التالية:
1-تحويل البيروفات إلى أسيتيل التميم يحفزه نازعة البيروفات.
2-تحويل ألفا ketogluterate إلى succinyl، في دورة TCA يحفزه نازعة ألفا ketogluterate.
3-تحويل تشعب سلسلة الأحماض ألفا كيتوني إلى حفز أسيل التميم من قبل تشعب سلسلة نازعة ألفا الكيتوني.
4-نقل جزء من 2C ألفا كيتوني السكريات إلى الدوسي يقبلون في تحويلة البنتوز فوسفات يحفزه ناقلة الكيتول.
5- ويستخدم بعض الثيامين أيضا لتشكيل ثلاثي الفوسفات الثيامين والتي يعتقد أن لها وظيفة في بقاء الخلية في الدماغ، على الرغم من دورها الدقيق في تلك الحالة مازال غير واضح.

## وصلات اضافية
http://www.ansci.cornell.edu/plants/toxicagents/thiaminase.html
http://www.austinsturtlepage.com/Articles/Thiaminase.htm